# اینتی رایمی

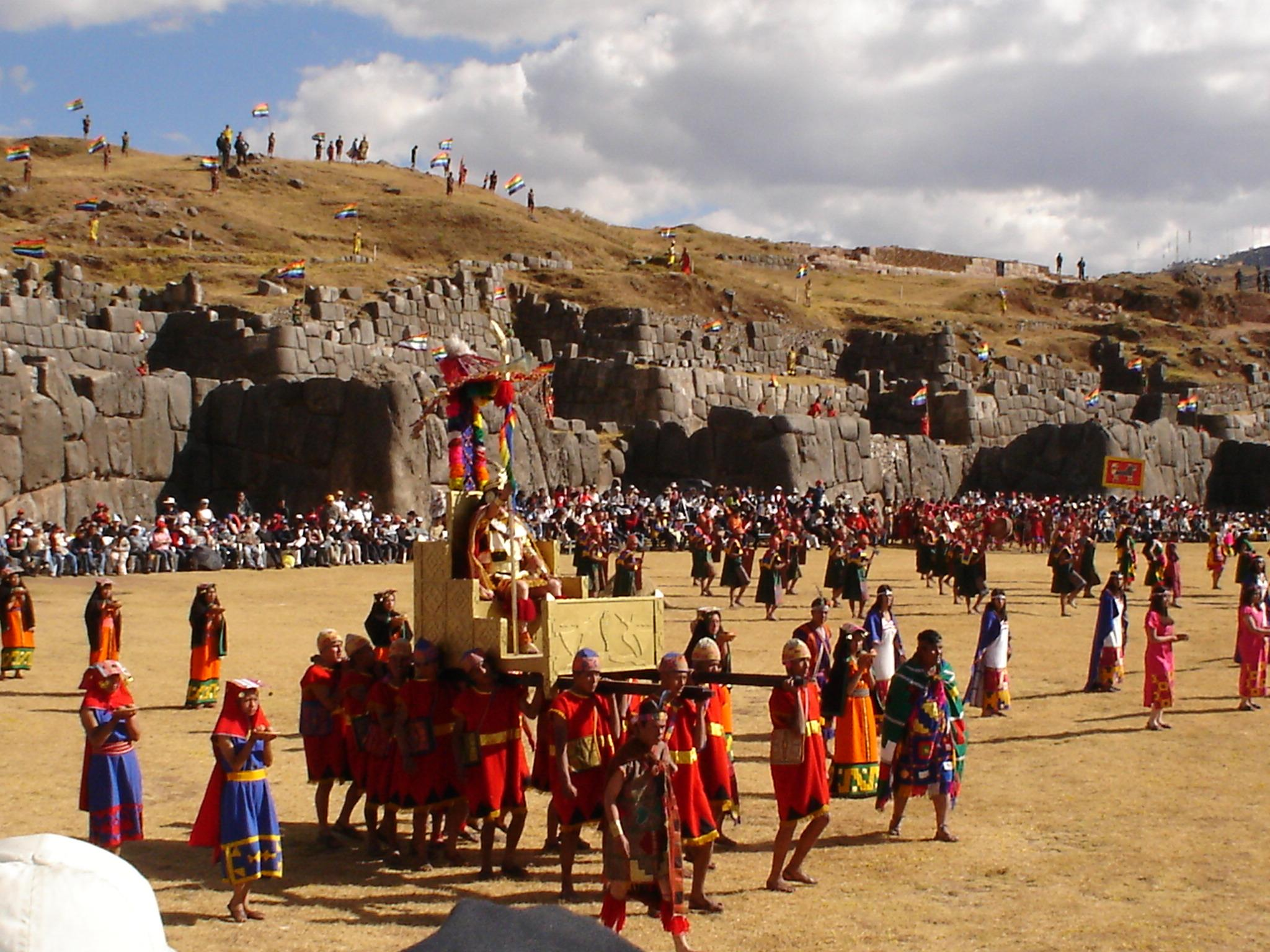
اینتی رایمی در ساکسای‌وامان، کوسکو

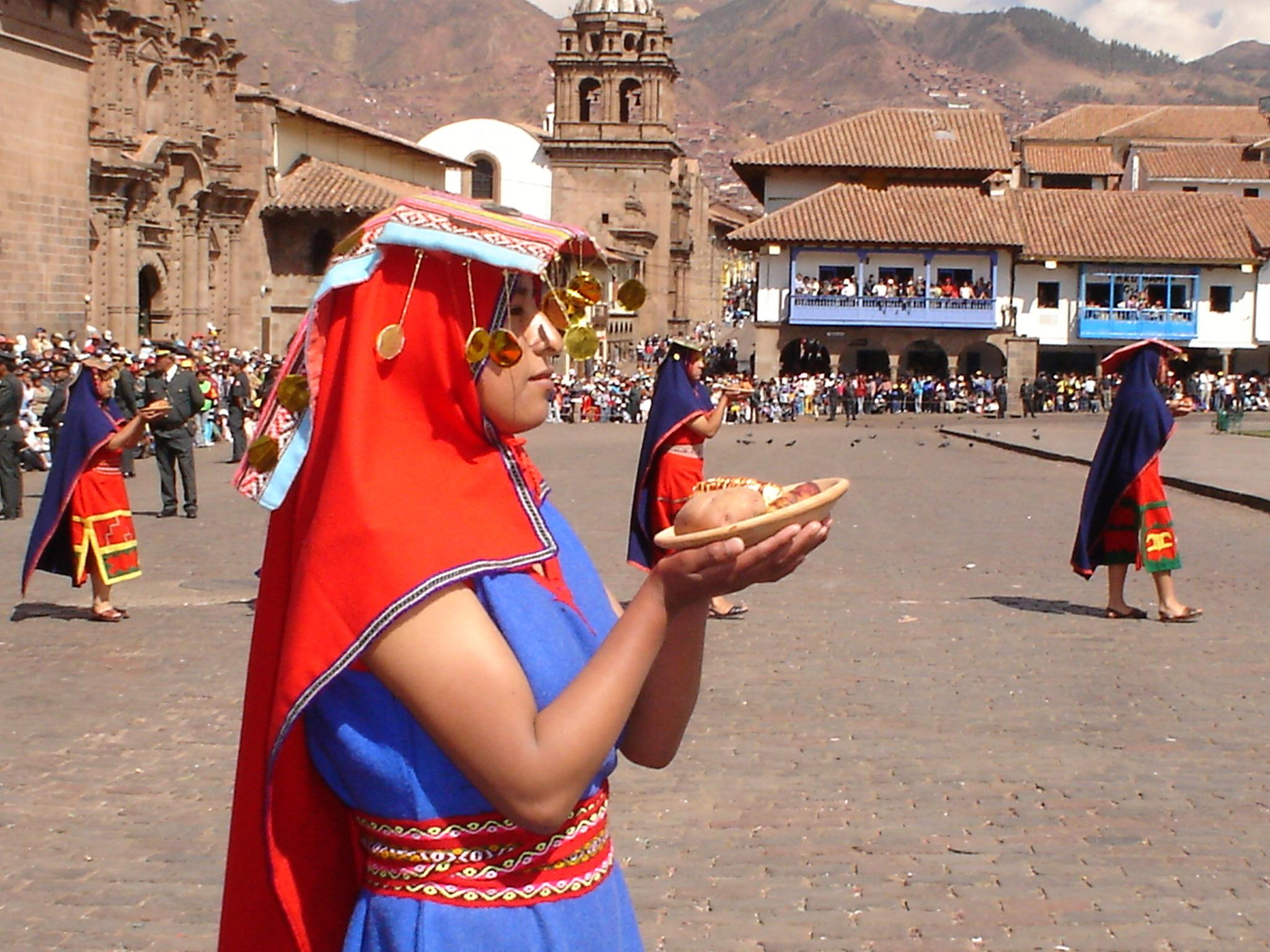
اینتی رایمی، کوسکو، اوآکای‌پاتا، ۲۰۰۵

اینتی رایمی (اسپانیایی: Inti Raymi‎؛ در کچوایی به‌معنایِ "جشن خورشید") یک جشن و آئین مذهبی در دوران حکمفرمائی امپراتوری اینکاها بود که به منظور تکریم و بزرگداشت ایزد «اینتی» برپا می‌شد که یکی از مقدس‌ترین خدایان آن تمدن محسوب می‌شد.
زمان برگزاری این جشن در انقلاب زمستانی بود که نخستین روز سال جدید برای اینکاها به‌حساب می‌آمد و زمان تقریبی آن برای کشورهایی که در نیمکرهٔ شمالی قرار دارند، ماه‌های ژوئن و ژوئیه است. این جشن، یکی از ۴ جشن اصلی اینکاها نیز محسوب می‌شود.
نخستین اینتی رایمی در سال ۱۴۱۲ برگزار شد و آخرینِ آن نیز در سال ۱۵۳۵ بود. پس از آن، کشیشان کلیسای کاتولیک و استعمارگران اسپانیایی، برپایی این جشن را ممنوع کردند.
از سال ۱۹۴۴ میلادی، یک جشن نمادین، همه ساله در ۲۴ ژوئن در شهر «ساکسای‌وامان» (در حدود ۲ کیلومتری محلی واقعی و باستانی آن در کوسکو) برگزار می‌شود.